# Alan Watts
Alan Wilson Watts, född 6 januari 1915 i Chislehurst, Kent, England, död 16 november 1973 på Mount Tamalpais, Marin County, Kalifornien, USA, var en brittisk filosof, författare och talare, mest känd som en introduktör av österländsk filosofi för en västerländsk publik. Under sin livstid uppnådde han gurustatus - trots att han kraftfullt avsade sig alla sådana anspråk - och hann skriva flera böcker om österländskt tänkande.
Watts skrev mer än 25 böcker och artiklar om ämnen som är viktiga för den Öst- och västerländska religionen, där The Way of Zen (1957) anses som en av de första storsäljande böckerna om zen och buddhism. I Psychotherapy East and West (1961) föreslog Watts att buddhismen skulle ses som en form av psykoterapi och inte bara en religion. Liksom Aldous Huxley före honom, utforskade han det mänskliga medvetandet i uppsatsen "The New Alchemy" (1958), och i boken, The Joyous Cosmology (1962).
Mot slutet av sitt liv, pendlade han mellan att bo på en husbåt i Sausalito och en stuga på berget Tamalpais. Hans arv har hållits vid liv av hans son, Mark Watts, och genom många av hans inspelade samtal och föreläsningar som har hittat nytt liv på Internet.

## Biografi

### Tidiga år
Watts växte upp med sina föräldrar i byn Chislehurst, Kent, där moderns familj var religiös. Alan läste ofta sagoböcker, och fick tidigt ett intresse i fabler och romantiska berättelser om den mystiska Fjärran Östern.
Hans mor fick ofta besök av missionärer, som efter deras resor till Kina hade med sig landskapsmålningar och broderier. Dessa konstverk betonade det deltagande förhållandet mellan människan i naturen, ett tema som hade stor inverkan på Watts och stod fast genom hela hans liv.    

#### Buddhism
Watts såg sig själv som fantasifull, egensinnig, och pratsam. Han skickades i unga år till internatskolor, där både de religiösa och akademiska utbildningarna hade ett kristet fokus. Av denna religiösa utbildning anmärkte han "Under hela min skolgång blev min religiösa indoktrinering bister och gråtmild ..." Under en semester i tonåren träffade han fransmannen Francis Croshaw, en förmögen epikuré med ett starkt intresse i buddhismen,  som tog med Watts på en resa genom Frankrike. Det dröjde inte länge innan Watts kände sig tvingad att välja mellan den anglikanska kristendomen han utsatts för, och buddhismen han hade läst om i olika bibliotek. Han valde buddhismen och sökte medlemskap i Londons buddhistiska sällskap. Han blev som 16-åring organisationens sekreterare (1931), och undersökte flera stilar av meditation under dessa år.

#### Utbildning
Efter gymnasiet sysselsatte sig Watts med diverse olika arbeten, men fortsatte också läsa mycket filosofi, historia, psykologi, psykiatri och österländsk visdom. Han tillbringade mycket av fritiden på den buddhistiska lodgen, vilket gav Watts ett stort antal möjligheter till personlig utveckling. År 1936, 21 år gammal, deltog han i "World Congress of Faiths" vid University of London och fick träffa D.T. Suzuki, som var en uppskattad forskare inom zenbuddhism. Dessa diskussioner och personliga möten, tillsammans med egna studier av den tillgängliga vetenskapliga litteraturen, gav Watts de grundläggande koncepten hos de viktigaste filosofierna i Indien och Östasien.

#### Influenser
År 1936 publicerades Watts första bok , The Spirit of Zen, som Suzuki varit en mycket stor influens till.  
År 1938 lämnade han England för att leva i Amerika. Han hade gift sig med Eleanor Everett, vars mor var involverad i en traditionell zenbuddhistisk cirkel i New York. Några år senare gifte sig Eleanors mor med en japansk zenmästare, som under en tid tjänade som ett slags mentor till Watts.

#### Prästadömet
Watts lämnade den formella zenutbildningen i New York då lärarnas metoder inte passade honom. Han kände ett behov av att hitta ett professionell utlopp för sina filosofiska böjelser och skrev in sig på en anglikansk skola i Illinois, där han studerade de kristna skrifterna, teologi och kyrkans historia. Han försökte arbeta fram en blandning av samtida kristen tillbedjan, mystisk kristendom och asiatisk filosofi. Watts fick en magisterexamen i teologi som svar på sin avhandling, som han publicerade som en populär utgåva under titeln Behold the Spirit. Mönstret var tydligt, eftersom Watts inte lät dölja sin motvilja för religiösa åskådningar vilka han fann var stränga, skuldtyngda eller militant missionerande - oavsett om de grundar sig i judendomen, kristendomen, hinduismen eller buddhismen.
1950 lämnar Watts ministeriet och flyttar året därpå till San Francisco, där han anslöt sig till fakulteten American Academy of Asian Studies. Här undervisade han tillsammans med experter och professorer, men studerade även själv vidare i områdena japanska sedvänjor, konst, primitivism samt olika naturuppfattningar. Förutom undervisning, tjänade Watts under flera år som akademins administratör.

### Mellanåren
I mitten av 1950-talet lämnade han fakulteten för en frilansande karriär. I den lokala radion började han nu sända radioprogram, som med tiden kom att få ett stort följe och fortsatte att sändas även långt efter hans död.
1957 vid 42 års ålder, publicerade Watts en av hans mest kända böcker, The Way of Zen. Förutom livsstilen och den filosofiska bakgrunden till Zen, i Indien och Kina, införde Watts även idéer hämtade från den allmänna semantiken. Boken sålde bra, och kom med tiden att bli en modern klassiker. Runt denna tid reste Watts runt i Europa med sin far, där han bl.a. mötte den berömda psykiatern Carl Jung.

#### Experimenterande
När han återvände till USA inledde han sitt utforskande av psykedeliska droger och dess effekter, bl.a. LSD och meskalin tillsammans med olika forskargrupper. Han prövade också marijuana och konstaterade att det var en nyttig och intressant psykofarmaka, som gav intryck av att tiden saktar ner. Watts böcker under 60-talet visar tydligt det inflytande dessa kemiska äventyr hade på honom. Han skulle senare kommentera användandet av psykedelia med "När du fått meddelandet, lägg på luren. Psykedeliska droger är bara instrument, som mikroskop, teleskop och telefoner. En biolog sitter inte permanent framför mikroskopet. Han lämnar det och arbetar vidare med det han sett."

#### Anhängare och kritiker
Watts upptäcktsfärder och egna undervisning förde honom i kontakt med många noterade intellektuella, konstnärer och amerikanska lärare inom miljörörelsen, men han har även kritiserats av olika buddhister som menar att han medvetet feltolkat flera viktiga begrepp inom Zen Buddhism.
Trots att han aldrig stannade en längre tid i någon akademisk institution, hade han under flera år ett stipendium på Harvard University. Han föreläste också för många högskole- och universitetsstudenter. Hans föreläsningar och böcker gav honom långtgående inflytande på den amerikanska intelligentsian under 1950-talet 1970-talet, men han ansågs ofta som en outsider i den akademiska världen. Watts menade att han inte var en akademisk filosof, utan snarare "en filosofisk underhållare."

### Senare år
Watts är känd för sina läror inom Zen, men var även minst lika påverkad av de gamla hinduiska skrifterna. Han talade mycket om den gudomliga verkligheten, om hur vår grundläggande okunnighet har sina rötter i den exklusiva karaktären hos sinnet och egot - hur man kommer i kontakt med området för medvetandet och andra kosmiska principer. 
På det personliga planet försökte Watts upplösa sina känslor av alienation från olika institutioner, bl.a. äktenskapet och de olika värdena i det amerikanska samhället. När vi ser på sociala frågor var han angelägen om nödvändigheten av internationell fred, och för tolerans och förståelse mellan olika kulturer.

#### Politisk hållning
Då han misstrodde både den etablerade politiska vänstern och högern, hittade Watts inspiration i den vise kinesiska Chuang-tzu , en gammal taoistisk tänkare. Han ogillade mycket i den konventionella idén om "framsteg." Han hoppades på förändring, men personligen föredrog han den isolerade landsbygdens sociala enklaver. Watts fördömde urbaniseringen av landsbygden och livsstilen som följde.
Under en föreläsningsturné framlade Watts positiva bilder för både naturen och mänskligheten, talade till förmån för olika stadier av human utveckling (inklusive tonåren), och prisade intelligent kreativitet, god arkitektur och mat. 

#### Andlig och social identitet
Watts kände att "absolut" moral inte hade något att göra med det grundläggande förverkligandet av ens djupa andliga identitet. Han förespråkade en social etik snarare än den personliga. I sina skrifter blev Watts alltmer oroad över den etik som gäller för relationerna mellan människan och den naturliga miljön, samt mellan regeringar och medborgare. 
Watts sade ofta att han önskade att fungera som en bro mellan det antika och det moderna, mellan öst och väst, och mellan kultur och natur.

#### Världsbild
I flera av hans senare publikationer lägger Watts fram en världsbild, utifrån hinduismen, kinesisk filosofi, panteism, och modern vetenskap, där han hävdar att hela universum består av en kosmiskt självspelande kurragömma. I denna världsbild, hävdar Watts att vår uppfattning om oss själva som ett "ego i en påse av hud" är en myt.

## Privatliv
Alan Watts var gift tre gånger och hade sju barn, varav fem döttrar och två söner. Hans äldste son, Mark Watts, arbetar för närvarande som intendent för faderns arbete.
Han levde sina sista år vid olika tidpunkter på en husbåt i Sausalito, Kalifornien, och ibland i en avskilt stuga på berget Tamalpais. I oktober 1973 återvände Watts från en ansträngande EU-föreläsningsturné till denna stuga. Den 16 november 1973 dog Watts i sömnen av hjärtsvikt.